# Населення Непалу
Населення Непалу. Чисельність населення країни 2015 року становила 31,551 млн осіб (42-ге місце у світі). Чисельність непальців стабільно збільшується, народжуваність 2015 року становила 20,64 ‰ (80-те місце у світі), смертність — 6,56 ‰ (146-те місце у світі), природний приріст — 1,79 % (64-те місце у світі) . 

## Природний рух

### Відтворення
Народжуваність у Непалі, станом на 2015 рік, дорівнює 20,64 ‰ (80-те місце у світі). Коефіцієнт потенційної народжуваності 2015 року становив 2,24 дитини на одну жінку (96-те місце у світі). Рівень застосування контрацепції 49,7 % (станом на 2011 рік). Середній вік матері при народженні першої дитини становив 20,1 року, медіанний вік для жінок — 25—29 років (оцінка на 2011 рік).
Смертність у Непалі 2015 року становила 6,56 ‰ (146-те місце у світі).
Природний приріст населення в країні 2015 року становив 1,79 % (64-те місце у світі).

### Вікова структура

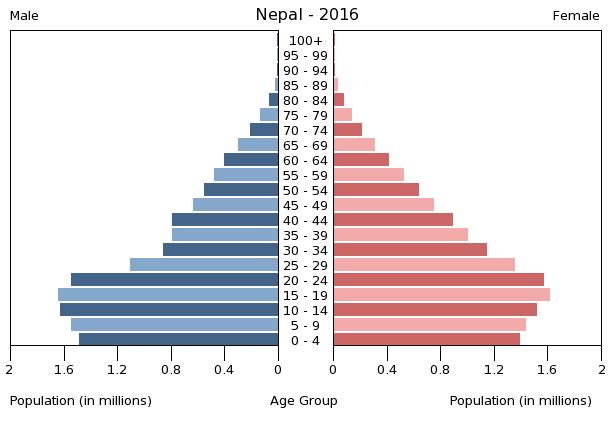
Віково-статева піраміда населення Непалу, 2016 рік

Середній вік населення Непалу становить 23,6 року (165-те місце у світі): для чоловіків — 22,4, для жінок — 24,8 року. Очікувана середня тривалість життя 2015 року становила 67,52 року (166-те місце у світі), для чоловіків — 66,18 року, для жінок — 68,92 року.
Вікова структура населення Непалу, станом на 2015 рік, мала такий вигляд:
- діти віком до 14 років — 30,72 % (4 937 627 чоловіків, 4 755 971 жінка);
- молодь віком 15—24 роки — 22,51 % (3 580 083 чоловіки, 3 522 047 жінок);
- дорослі віком 25—54 роки — 36,5 % (5 552 621 чоловік, 5 964 599 жінок);
- особи передпохилого віку (55—64 роки) — 5,67 % (874 350 чоловіків, 913 683 жінки);
- особи похилого віку (65 років і старіші) — 4,6 % (668 760 чоловіків, 781 563 жінки)[1].

### Шлюбність— розлучуваність
Середній вік, коли чоловіки беруть перший шлюб, дорівнює 22,1 року, жінки — 17,9 року, загалом — 20 років (дані за 2011 рік).

## Розселення
Густота населення країни 2015 року становила 198,9 особи/км² (72-ге місце у світі).

### Урбанізація
Непал низькоурбанізована країна. Рівень урбанізованості становить 18,6 % населення країни (станом на 2015 рік), темпи зростання частки міського населення — 3,18 % (оцінка тренду за 2010—2015 роки).
Головні міста держави: Катманду (столиця) — 1,183 млн осіб (дані за 2015 рік).

### Міграції
Річний рівень імміграції 2015 року становив 3,86 ‰ (33-тє місце у світі). Цей показник не враховує різниці між законними і незаконними мігрантами, між біженцями, трудовими мігрантами та іншими.

#### Біженці й вимушені переселенці
Станом на 2016 рік, у країні постійно перебуває 15 тис. біженців з Тибету, 14,0 тис. з Бутану. У той самий час у країні, станом на 2015 рік, налічується 40,7 тис. внутрішньо переміщених осіб через десятилітній терор маоїстів (що офіційно закінчився 2006 року), без врахування осіб, що постраждали внаслідок землетрусу 2015 року.
ООН працює з непальським урядом над вирішенням питання великого числа осіб без громадянства, серед яких бутанські індуїстські біженці непальського походження, позбавлені бутанського громадянства наприкінці 1980-х — початку 1990-х років, незареєстровані тибетські біженці.
Непал є членом Міжнародної організації з міграції (IOM).

## Расово-етнічний склад
| Етнічний склад (2015 рік) | Етнічний склад (2015 рік) | Етнічний склад (2015 рік) | Етнічний склад (2015 рік) | Етнічний склад (2015 рік) |
| ------------------------- | ------------------------- | ------------------------- | ------------------------- | ------------------------- |
| Етнос:                    |                           |                           | Відсоток:                 |                           |
| чхеттрі                   | чхеттрі                   |                           | 16.6%                     | 16.6%                     |
| брахмани                  | брахмани                  |                           | 12.2%                     | 12.2%                     |
| магарці                   | магарці                   |                           | 7.1%                      | 7.1%                      |
| тхару                     | тхару                     |                           | 6.6%                      | 6.6%                      |
| таманґ                    | таманґ                    |                           | 5.8%                      | 5.8%                      |
| неварці                   | неварці                   |                           | 5%                        | 5%                        |
| камі                      | камі                      |                           | 4.8%                      | 4.8%                      |
| мусульмани                | мусульмани                |                           | 4.4%                      | 4.4%                      |
| ядави                     | ядави                     |                           | 4%                        | 4%                        |
| раї                       | раї                       |                           | 2.3%                      | 2.3%                      |
| тхакурі                   | тхакурі                   |                           | 1.7%                      | 1.7%                      |
| гурунги                   | гурунги                   |                           | 2%                        | 2%                        |
| інші                      | інші                      |                           | 27%                       | 27%                       |

Головні етноси, клани й касти країни: чхеттрі (кшатрії) — 16,6 %, брахмани — 12,2 %, магарці — 7,1 %, тхару — 6,6 %, таманґ — 5,8 %, неварці — 5 %, камі — 4,8 %, мусульмани — 4,4 %, ядави — 4 %, раї — 2,3 %, тхакурі — 1,7 %, гурунги — 2 %, дамай (дхолії) — 1,8 %, лімбу — 1,5 %, саркі — 1,4 %, телі — 1,4 %, чамар (хариджа) — 1,3 %, койрі (кушвана) — 1,2 %, інші — 19 %, загалом 125 каст, кланів і етносів (згідно з переписом 2011 року).

## Мови
| Мови Непалу (2012 рік) | Мови Непалу (2012 рік) | Мови Непалу (2012 рік) | Мови Непалу (2012 рік) | Мови Непалу (2012 рік) |
| ---------------------- | ---------------------- | ---------------------- | ---------------------- | ---------------------- |
| Мова:                  |                        |                        | Відсоток:              |                        |
| непальська             | непальська             |                        | 44.6%                  | 44.6%                  |
| майтхілі               | майтхілі               |                        | 11.7%                  | 11.7%                  |
| бходжпурі              | бходжпурі              |                        | 6%                     | 6%                     |
| тхару                  | тхару                  |                        | 5.8%                   | 5.8%                   |
| таманг                 | таманг                 |                        | 5.1%                   | 5.1%                   |
| неварська              | неварська              |                        | 3.2%                   | 3.2%                   |
| маґар                  | маґар                  |                        | 3%                     | 3%                     |
| баджика                | баджика                |                        | 3%                     | 3%                     |
| урду                   | урду                   |                        | 2.6%                   | 2.6%                   |
| авадхі                 | авадхі                 |                        | 1.9%                   | 1.9%                   |
| лімбу                  | лімбу                  |                        | 1.3%                   | 1.3%                   |
| ґурунґ                 | ґурунґ                 |                        | 1.2%                   | 1.2%                   |
| інші                   | інші                   |                        | 10.6%                  | 10.6%                  |

Офіційна мова: непальська — розмовляє 44,6 % населення. Інші поширені мови: майтхілі — 11,7 %, бходжпурі — 6 %, тхару — 5,8 %, таманг — 5,1 %, неварська — 3,2 %, маґар — 3 %, баджика — 3 %, урду — 2,6 %, авадхі — 1,9 %, лімбу — 1,3 %, ґурунґ — 1,2 %, інші мови — 10,6 % (дані на 2011 рік). Згідно з переписом 2011 року в державі зареєстровано 123 мови й діалекти. Більшість бізнесменів і урядовців вільно володіють англійською.

## Релігії
| Релігії в Непалі (2015 рік) | Релігії в Непалі (2015 рік) | Релігії в Непалі (2015 рік) | Релігії в Непалі (2015 рік) | Релігії в Непалі (2015 рік) |
| --------------------------- | --------------------------- | --------------------------- | --------------------------- | --------------------------- |
| Віросповідання:             |                             |                             | Відсоток:                   |                             |
| індуїсти                    | індуїсти                    |                             | 81.3%                       | 81.3%                       |
| буддисти                    | буддисти                    |                             | 9%                          | 9%                          |
| мусульмани                  | мусульмани                  |                             | 4.4%                        | 4.4%                        |
| кірантисти                  | кірантисти                  |                             | 3.1%                        | 3.1%                        |
| християни                   | християни                   |                             | 1.4%                        | 1.4%                        |
| інші                        | інші                        |                             | 0.5%                        | 0.5%                        |
| агностики                   | агностики                   |                             | 0.2%                        | 0.2%                        |

Головні релігії й вірування, які сповідує, і конфесії та церковні організації, до яких відносить себе населення країни: індуїзм — 81,3 %, буддизм — 9 %, іслам — 4,4 %, кірантизм — 3,1 %, християнство — 1,4 %, інші — 0,5 %, не визначились — 0,2 % (станом на 2011 рік).

## Освіта
Рівень письменності 2015 року становив 63,9 % дорослого населення (віком від 15 років): 76,4 % — серед чоловіків, 53,1 % — серед жінок.
Державні витрати на освіту становлять 4,7 % ВВП країни, станом на 2014 рік (87-ме місце у світі). Середня тривалість освіти становить 12 років, для хлопців — до 12 років, для дівчат — до 13 років (станом на 2013 рік).

## Охорона здоров'я
Забезпеченість лікарняними ліжками в стаціонарах — 5 ліжок на 1000 мешканців (станом на 2006 рік). Загальні витрати на охорону здоров'я 2014 року становили 5,8 % ВВП країни (125-те місце у світі).
Смертність немовлят до 1 року, станом на 2015 рік, становила 39,14 ‰ (52-ге місце у світі); хлопчиків — 39,24 ‰, дівчаток — 39,04 ‰. Рівень материнської смертності 2015 року становив 258 випадків на 100 тис. народжень (60-те місце у світі).
Непал входить до складу ряду міжнародних організацій: Міжнародного руху (ICRM) і Міжнародної федерації товариств Червоного Хреста і Червоного Півмісяця (IFRCS), Дитячого фонду ООН (UNISEF), Всесвітньої організації охорони здоров'я (WHO).

### Захворювання
Потенційний рівень зараження інфекційними хворобами в країні високий. Найпоширеніші інфекційні захворювання: діарея, гепатит А і Е, черевний тиф, японський енцефаліт, малярія, гарячка денге (станом на 2016 рік).
2014 року зареєстровано 39,2 тис. хворих на СНІД (63-тє місце у світі), це 0,2 % населення в репродуктивному віці 15—49 років (97-ме місце у світі). Смертність 2014 року від цієї хвороби становила 2,6 тис. осіб (50-те місце у світі).
Частка дорослого населення з високим індексом маси тіла 2014 року становила 2,9 % (189-те місце у світі); частка дітей віком до 5 років зі зниженою масою тіла становила 30,1 % (оцінка на 2014 рік). Ця статистика показує як власне стан харчування, так і наявну/гіпотетичну поширеність різних захворювань.

### Санітарія
Доступ до облаштованих джерел питної води 2015 року мало 90,9 % населення в містах і 91,8 % в сільській місцевості; загалом 91,6 % населення країни. Відсоток забезпеченості населення доступом до облаштованого водовідведення (каналізація, септик): у містах — 56 %, у сільській місцевості — 43,5 %, загалом по країні — 45,8 % (станом на 2015 рік). Споживання прісної води, станом на 2006 рік, дорівнює 9,5 км³ на рік, або 334,7 тонни на одного мешканця на рік: з яких 2 % припадає на побутові, 0 % — на промислові, 98 % — на сільськогосподарські потреби.

## Соціально-економічне становище
Співвідношення осіб, що в економічному плані залежать від інших, до осіб працездатного віку (15—64 роки) загалом становить 61,8 % (станом на 2015 рік): частка дітей — 52,9 %; частка осіб похилого віку — 9 %, або 11,1 потенційно працездатного на 1 пенсіонера. Загалом ці показники характеризують рівень потреби державної допомоги в секторах освіти, охорони здоров'я і пенсійного забезпечення, відповідно. За межею бідності 2011 року перебувало 25,2 % населення країни. Розподіл доходів домогосподарств у країні має такий вигляд: нижній дециль — 3,2 %, верхній дециль — 29,5 % (станом на 2011 рік).
Станом на 2013 рік, у країні 6,6 млн осіб не має доступу до електромереж; 76 % населення має доступ, в містах цей показник дорівнює 97 %, у сільській місцевості — 72 %. Рівень проникнення інтернет-технологій надзвичайно низький. Станом на липень 2015 року в країні налічувалось 5,547 млн унікальних інтернет-користувачів (80-те місце у світі), що становило 17,6 % загальної кількості населення країни.

### Трудові ресурси
Загальні трудові ресурси 2015 року становили 15,2 млн осіб (39-те місце у світі). Відчувається нестача кваліфікованої робочої сили. Зайнятість економічно активного населення у господарстві країни розподіляється таким чином: аграрне, лісове і рибне господарства — 69 %; промисловість і будівництво — 12 %; сфера послуг — 19 % (станом на 2014 рік). 2,467 млн дітей у віці від 5 до 14 років (34 % загальної кількості) 2008 року були залучені до дитячої праці. Безробіття 2007 року дорівнювало 46 % працездатного населення, 2004 року — 42 % (200-те місце у світі); серед молоді у віці 15—24 років ця частка становила 3,5 %, серед юнаків — 4,2 %, серед дівчат — 2,9 %.

## Кримінал

#### Наркотики

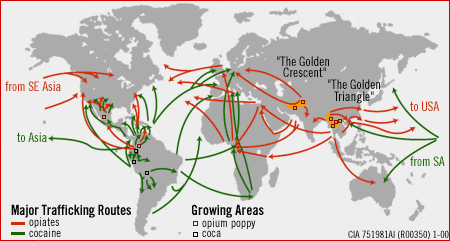
Світові маршрути наркотрафіку

Нелегальний виробник марихуани і гашишу на внутрішній та міжнародний ринок; транзитна країна для наркотрафіку опіатів з Південно-Східної Азії до Європи й США.

### Торгівля людьми
Згідно зі щорічною доповіддю про торгівлю людьми (англ. Trafficking in Persons Report) Управління з моніторингу та боротьби з торгівлею людьми Державного департаменту США, уряд Непалу докладає значних зусиль у боротьбі з явищем примусової праці, сексуальної експлуатації, незаконною торгівлею внутрішніми органами, але законодавство відповідає мінімальним вимогам американського закону 2000 року щодо захисту жертв (англ. Trafficking Victims Protection Act’s) не повною мірою, країна перебуває у списку другого рівня.

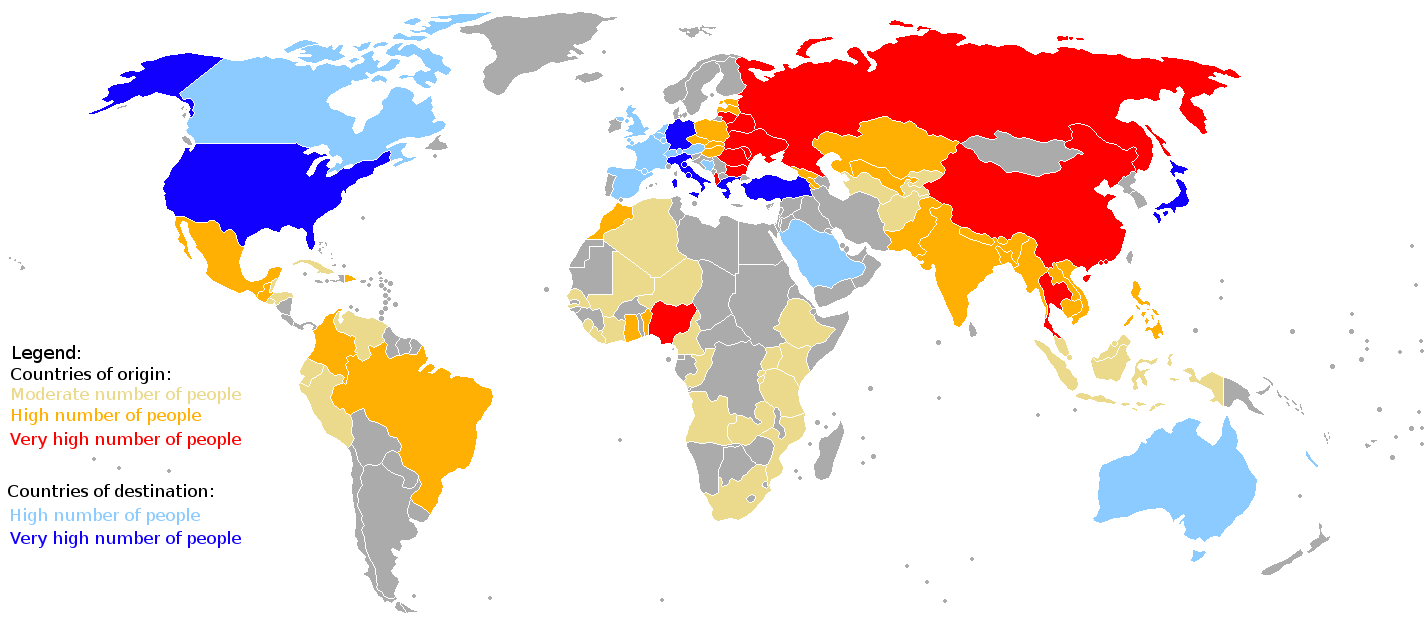
Країни-донори (червоний) і країни-реципієнти кримінальних потоків  (англ.)
Глобальна боротьба з торгівлею людьми (англ.)

## Гендерний стан
Статеве співвідношення (оцінка 2015 року):
- при народженні — 1,04 особи чоловічої статі на 1 особу жіночої;
- у віці до 14 років — 1,04 особи чоловічої статі на 1 особу жіночої;
- у віці 15—24 років — 1,02 особи чоловічої статі на 1 особу жіночої;
- у віці 25—54 років — 0,93 особи чоловічої статі на 1 особу жіночої;
- у віці 55—64 років — 0,96 особи чоловічої статі на 1 особу жіночої;
- у віці за 64 роки — 0,86 особи чоловічої статі на 1 особу жіночої;
- загалом — 0,98 особи чоловічої статі на 1 особу жіночої[1].

## Демографічні дослідження
Демографічні дослідження в країні ведуться рядом державних і наукових установ:

### Українською
- Атлас. 10—11 клас. Економічна і соціальна географія світу / упорядники :  О. Я. Скуратович, Н. І. Чанцева. — К. : ДНВП «Картографія», 2010. — ISBN 978-966-475-639-3.
- Атлас світу / голов. ред. І. С. Руденко ; зав. ред. В. В. Радченко ; відп. ред. О. В. Вакуленко. — К. : ДНВП «Картографія», 2005. — 336 с. — ISBN 9666315467.
- Безуглий В. В. Економічна і соціальна географія зарубіжних країн : Навчальний посібник. — К. : ВЦ «Академія», 2007. — 704 с. — ISBN 978-966-580-239-6.
- Безуглий В. В., Козинець С. В. Регіональна економічна і соціальна географія світу : Навчальний посібник. — видання 2-ге, доп., перероб. — К. : ВЦ «Академія», 2007. — 688 с. — ISBN 966-580-144-9.
- Головченко В. І., Кравчук О. Країнознавство: Азія, Африка, Латинська Америка, Австралія і Океанія. — К., 2006. — 335 с. — ISBN 966-8939-04-2.
- Гудзеляк І. І. Географія населення: Навчальний посібник / І. Гудзеляк. — Л. : Видавничий центр ЛНУ імені Івана Франка, 2008. — 232 с. — ISBN 978-966-613-599-8.
- Дахно І. І. Країни світу: Енциклопедичний довідник / І. І. Дахно, С. М. Тимофієв. — К. : Мапа, 2011. — 606 с. — (Бібліотека нового українця) — ISBN 978-966-8804-23-6.
- Дахно І. І. Економічна географія зарубіжних країн : навчальний посібник. — К. : Центр учбової літератури, 2014. — 319 с. — ISBN 978-611-01-0682-5.
- Джаман В. О. Регіональні системи розселення: демографічні аспекти. — Чернівці : Рута, 2003. — 392 с. — ISBN 9665685988.
- Дорошенко Л. С. Демографія: Навчальний посібник. — К. : МАУП, 2005. — 112 с. — ISBN 966-608-442-2.
- Дубович І. А. Країнознавчий словник-довідник. — 5-те вид., перероб. і доп. — К. : Знання, 2008. — 839 с. — ISBN 978-966-346-330-8.
- Економічна і соціальна географія країн світу. Навчальний посібник / За ред. Кузика С. П. — Л. : Світ, 2002. — 672 с. — ISBN 966-603-178-7.
- Загальна медична географія світу / В. О. Шевченко [та ін.] — К. : [б.в.], 1998. — 178 с.
- Ігнатьєв П. М. Країнознавство: Країни Азії. — Ч. : Книги-XXI, 2004. — 383 с. — ISBN 966-8029-53-4.
- Книш М. М., Мамчур О. І. Регіональна економічна і соціальна географія світу (Латинська Америка та Карибські країни, Африка, Азія, Океанія) : навч. посіб. — Л. : ЛНУ ім. Івана Франка, 2013. — 368 с. — ISBN 978-617-10-0007-0.
- Крисаченко В. С. Динаміка населення: Популяційні, етнічні та глобальні виміри. — К. : Видавництво Національного інституту стратегічних досліджень, 2005. — 368 с. — ISBN 966-554-083-1.
- Любіцева О. О., Мезенцев К. В., Павлов С. В. Географія релігій. — К. : АртЕК, 1999. — 504 с. — ISBN 966-505-006-0.
- Масляк П. О. Країнознавство. — К. : Знання, 2007. — 292 с. — (Вища освіта XXI століття)
- Масляк П. О., Дахно І. І. Економічна і соціальна географія світу / П. О. Масляк, І. І. Дахно ; за ред. П. О. Масляка. — К. : Вежа, 2003. — 280 с. — ISBN 966-7091-53-8.

### Російською
- (рос.) Непал // Демографический энциклопедический словарь / главн. ред. Валентей Д. И. — М. : Советская энциклопедия, 1985. — 608 с.
- (рос.) Непал // Страны и народы. Зарубежная Азия. Южная Азия / Редкол. : отв. ред. Ю. В. Ганковский, П. В. Куцобин, Г. В. Сдасюк. — М. : «Мысль», 1982. — 253 с. — (Страны и народы) — 180 тис. прим.
- (рос.) Атлас народов мира / Отв. ред. С. И. Брук и В. С. Апенченко. — М. : ГУГК ГГК СССР и Институт этнографии им. Н. Н. Миклухо-Маклая АН СССР, 1964. — 185 с. — 20 тис. прим.
- (рос.) Численность и расселение народов мира. Этнографические очерки / под ред. С. И. Брука. — М. : Издательство АН СССР, 1962. — 487 с.
- (рос.) Лаппо Г. М. География городов: Учебное пособие для географических факультетов вузов. — М. : Туманит, изд. центр ВЛАДОС, 1997. — 476 с. — ISBN 5-691-00047-0.
- (рос.) Ягельский А. География населения. — М. : Прогресс, 1980. — 383 с.